# Wakkerendijk 27
Wakkerendijk 27 is een gemeentelijk monument aan de Wakkerendijk in Eemnes in de provincie Utrecht. 
Vanaf de zeventiende eeuw stond op deze plek een bakkerij. Na het afbranden van deze bakkerij werd in 1885 het huidige pand gebouwd. Het huis heeft een gecementeerde plint en staat evenwijdig aan de dijk. Het werd vanaf 1900 bewoond door schipper Van IJken die tot de jaren zeventig van de twintigste eeuw een beurtvaart op Amsterdam en Amersfoort onderhield. Het bovenlicht van de ingangsdeur is versierd met een levensboom.